# 1051

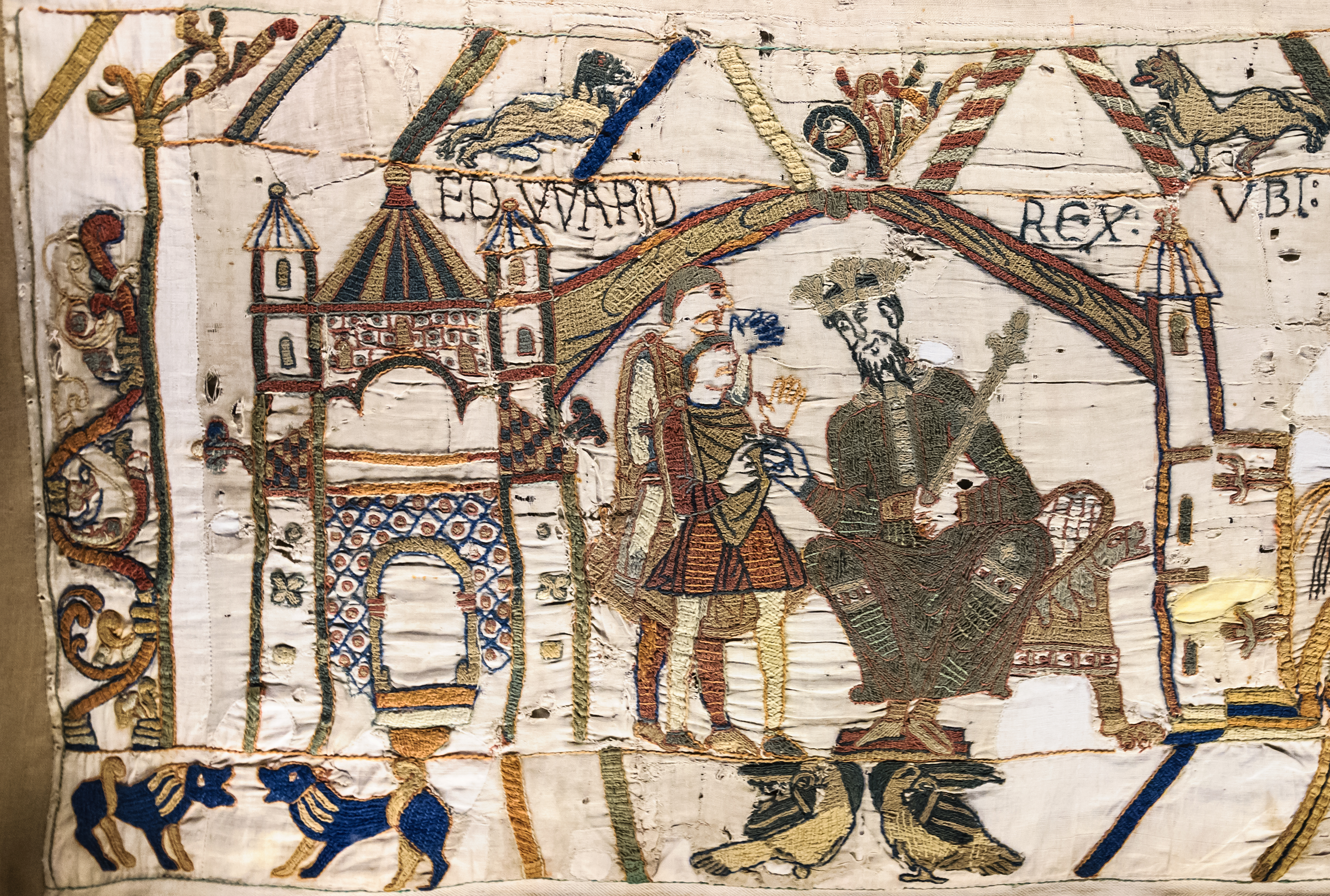
Tapijt van Bayeux: Willem de Veroveraar bezoekt Eduard de Belijder

Het jaar 1051 is het 51e jaar in de 11e eeuw volgens de christelijke jaartelling.

## Gebeurtenissen
- 19 mei - Koning Hendrik I van Frankrijk treedt in het huwelijk met Anne van Kiev.
- Graaf Godwin van Wessex wordt uit Engeland verbannen.
- Willem de Veroveraar bezoekt Eduard de Belijder, en stelt later dat deze hem als opvolger heeft benoemd.
- Na de dood van Hugo IV van Maine bezet Godfried II van Anjou het graafschap.
- Het Holenklooster van Kiev wordt begonnen.
- Tostig Godwinson trouwt met Judith van Vlaanderen
- De Normandiërs verslaan een gecombineerd Duits-pauselijk leger.

## Opvolging
- patriarch van Alexandrië: Petrus III opgevolgd door Johannes VI
- Apulië: Drogo opgevolgd door zijn broer Humfred
- Bergen en Valencijn (Henegouwen): Herman opgevolgd door zijn echtgenote Richilde en haar nieuwe echtgenoot Boudewijn, de zoon van Boudewijn V van Vlaanderen
- katapanaat van Italië: nieuwe katapan Argyrus
- bisdom Kamerijk: Gerard I opgevolgd door Lietbertus
- Paderborn: Rotho opgevolgd door Imad van Saksen
- Savoye: Amadeus I opgevolgd door zijn broer Otto

## Geboren
- 21 september - Bertha van Savoye, echtgenote van keizer Hendrik IV
- Edgar Ætheling, koning van Engeland (1066) (jaartal bij benadering)

## Overleden
- 14 maart - Gerard I (~75), bisschop van Kamerijk
- 26 maart - Hugo IV, graaf van Maine (1036-1051)
- Amadeus I (~35), graaf van Savoye (1048-1051)
- Bardo, aartsbisschop van Mainz (1031-1051)
- Drogo, graaf van Apulië (1046-1051)
- Fulco, co-graaf van Provence (1018-1051)
- Herman, graaf van Bergen (1039-1051) en markgraaf van Valenciennes (1049-1051)